# إيفيكا فاستيك
إيفيكا فاستيك (بالألمانية: Ivica Vastić)‏ ، من مواليد 29 سبتمبر 1969 في سبليت في كرواتيا، يوغسلافيا. لاعب كرة قدم نمساوي يلعب مع نادي لاسك لينز منذ عام 2005. بدأ باللعب مع منتخب النمسا لكرة القدم في عام 1996 وشارك في كأس العالم عام 1998.

## روابط خارجية
- إيفيكا فاستيك على موقع الاتحاد الدولي (مؤرشف)  (الإنجليزية)
- إيفيكا فاستيك على موقع الاتحاد الأوربي (الإنجليزية)
- إيفيكا فاستيك على موقع رابطة كرة القدم اليابانية للمحترفين (اليابانية)
- إيفيكا فاستيك على موقع قاعدة بيانات كرة القدم.إي يو (الإنجليزية)
- إيفيكا فاستيك على موقع ناشيونال فوتبول تيمز (الإنجليزية)
- إيفيكا فاستيك على موقع Soccerway.com (الإنجليزية)
- إيفيكا فاستيك على موقع عالم كرة القدم.نت (الإنجليزية)